# Освальд (король Східної Англії)
Освальд (*Oswald, д/н —876/880) — король Східної Англії у 869—876/880 роках.

## Життєпис
Походив з англської аристократії, проте не належав до правлячої династії. Про батьків, дату народження та діяльність практично нічого невідомо. У 869 році під час чергового вторгнення данів та поразки війська Східної Англії, а за цим страти короля Едмунда для вільного урядування в королівстві Освальда було призначено вождями данами новим королем. Він зумів врятуватися під час великої різанини англської знаті 869 року.
Можливо Освальд правив частиною Східної Англії разом з Етельредом II й був підкоролем (subregulus). Втім про правління Освальда нічого невідомо, від нього знайдено лише 2 срібні пенні, проте значно меншим вмістом срібла у порівнянні з часом доданського карбування.
Освальд правив десь до 876 року, так чи інакше не був королем до 880 року. Новим правителем став очільник вікінгів Ґутрум.